# وندل (مینه‌سوتا)
وندل، مینه‌سوتا (به انگلیسی: Wendell, Minnesota) یک شهر در ایالات متحده آمریکا است که در شهرستان گرانت واقع شده‌است.

## خصوصیات
وندل ۲٫۷۲ کیلومترمربع مساحت و ۱۶۷ نفر جمعیت دارد و ۳۴۹ متر بالاتر از سطح دریا واقع شده‌است.